# Huutsaari (ö i Norra Savolax, Varkaus)
Huutsaari är en ö i Finland. Den ligger i sjön Unnukka och i kommunen Leppävirta i den ekonomiska regionen  Varkaus ekonomiska region  och landskapet Norra Savolax, i den sydöstra delen av landet, 290 km nordost om huvudstaden Helsingfors. Öns area är 8,6 hektar och dess största längd är 0,6 kilometer i sydöst-nordvästlig riktning.